# 木馬塅駅
木馬塅駅（もくばだんえき、中文表記: 木马塅站、英文表記: Mumaduan station）は、中華人民共和国湖南省長沙市長沙県にある長沙地下鉄6号線の駅である。

## 駅周辺
- 湘域国際広場
- 盛地領航城
- 金鵬名都
- 臨空路